# Ботанический сад (Харьков)
Ботанический сад Харьковского национального университета им. В. Н. Каразина (укр. Ботанічний сад ХНУ ім. В. Н. Каразіна) — структурное научно-исследовательское природоохранное учреждение университета, объект природно-заповедного фонда Харькова общегосударственного значения.

## История ботанического сада
Был основан одновременно с Харьковским университетом в 1804 году - старейший ботанический сад Украины. объявлен заповедным объектом по Постановлению Совета Министров УССР от 22 июля 1983 г. утверждённым Постановлением Кабинета Министров Украины от 12 октября 1992 г.
Был расширен согласно Указу президента Украины от 9 декабря 1998 р. Общая площадь ботанического сада составляет 41,9 га. «Старая площадка», расположенная по ул. Клочковская, 52 имеет площадь 5,5 га; новая, на склоне Саржина яра (ул. Отакара Яроша, 24) — 36,4 га.
Коллекция ботанического сада включает реликты (гинкго), редчайшие виды местной и мировой флоры, экзоты. Количество видов флоры составляет свыше 7000.

## Галерея фотографий

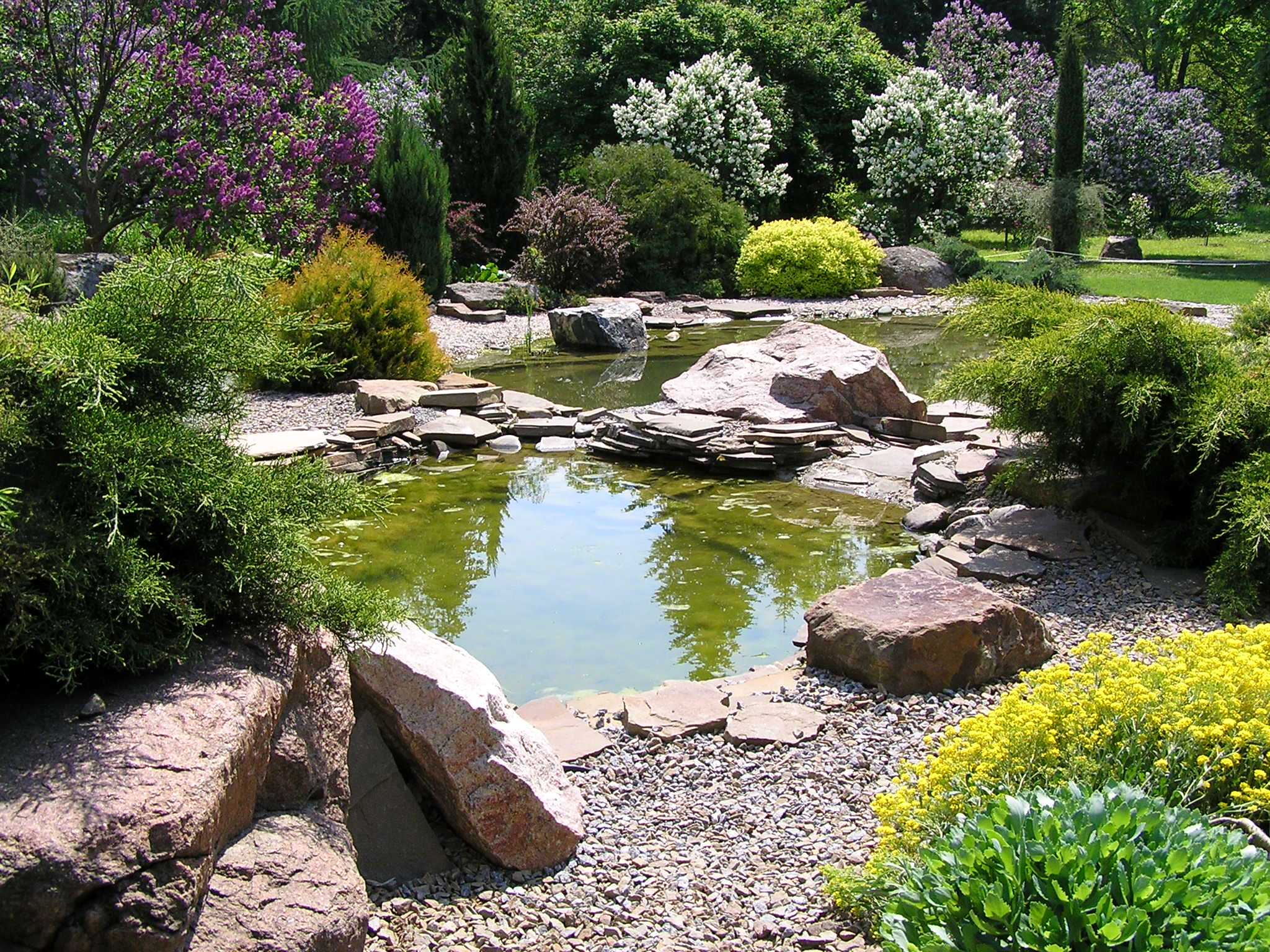
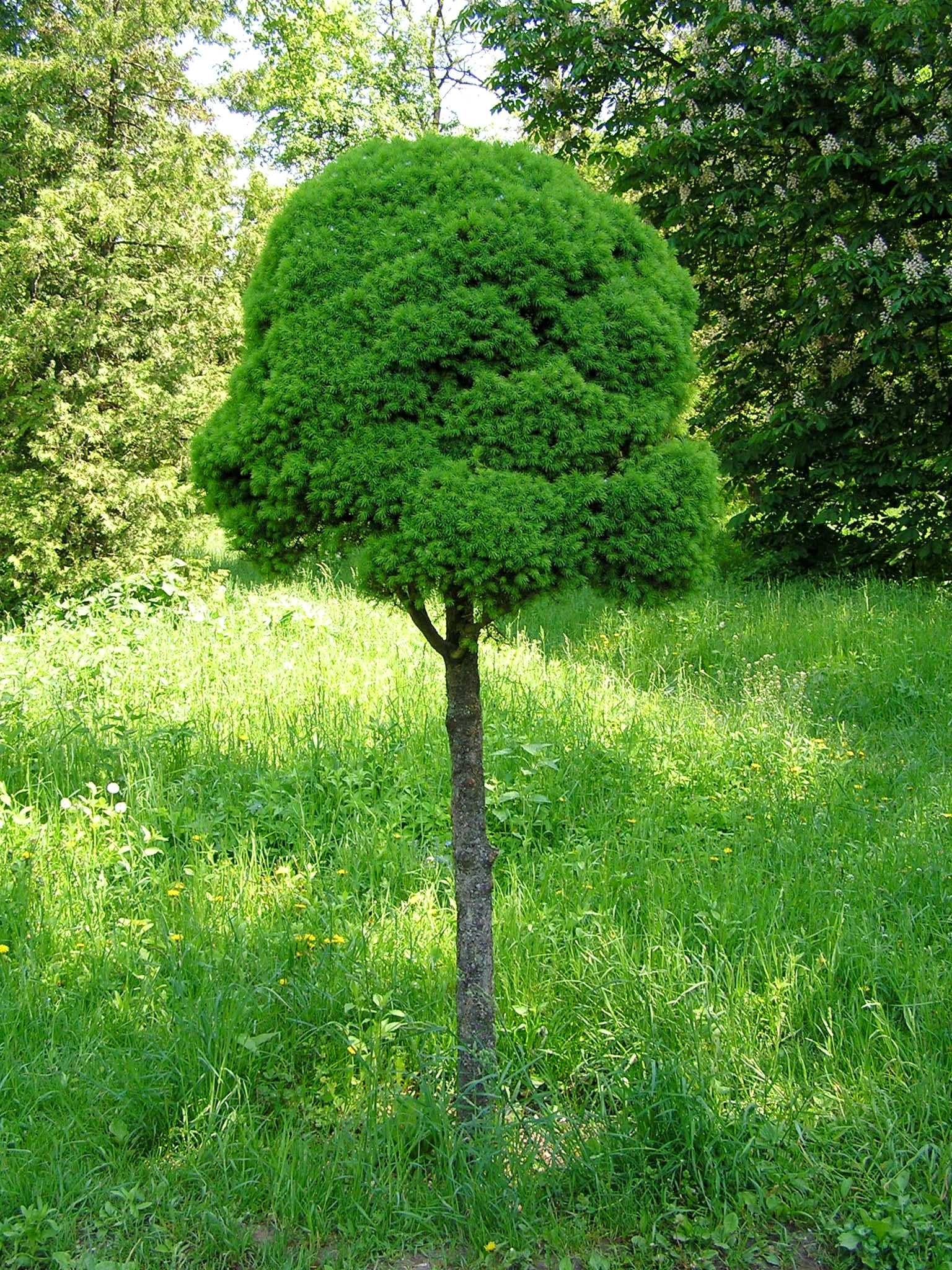